# 5산단로

5산단로(5sandan-ro)는 충청남도 천안시 동남구 수신면 속창리 에서 충청남도 천안시 동남구 병천면 상동리를 잇는 도로이다.

## 주요 경유지
충청남도
- 천안시 동남구 (수신면 . 성남면 . 병천면 . 북면)

## 노선 경로
| 이름        | 접속 노선                  | 소재지 | 소재지 | 비고 |
| ----------- | -------------------------- | ------ | ------ | ---- |
| (이름없음)  | 성남로                     | 동남구 | 수신면 |      |
| 감절 교차로 | 5산단1로                   | 동남구 | 성남면 |      |
| 화성 교차로 | 국도 제21호선 (남부대로)   | 동남구 | 성남면 |      |
| 세성교      |                            | 동남구 | 병천면 |      |
| (이름없음)  | 천안시도 제22호선 (충절로) | 동남구 | 북면   |      |

## 주요 건물 및 시설
- HD현대오일뱅크 5공단셀프주유소 (5산단로 196/신풍리 166-17)
- GS칼텍스 동방주유소 (5산단로 236/화성리 111-7)